# Eleições legislativas portuguesas de 2002 na Madeira
| Eleições legislativas portuguesas de 2002 Distritos: Aveiro \| Beja \| Braga \| Bragança \| Castelo Branco \| Coimbra \| Évora \| Faro \| Guarda \| Leiria \| Lisboa \| Portalegre \| Porto \| Santarém \| Setúbal \| Viana do Castelo \| Vila Real \| Viseu \| Açores \| Madeira \| Estrangeiro |

## Resultados por Concelho
Os resultados nos concelhos da Região Autónoma da Madeira foram os seguintes:

### Calheta
| Partido                 | Partido                  | Votos  | %               | +/-  |
| ----------------------- | ------------------------ | ------ | --------------- | ---- |
|                         | Partido Social Democrata | 4 214  | 68,21 / 100,00  | 6,70 |
|                         | Partido Popular          | 1 197  | 19,38 / 100,00  | 0,93 |
|                         | Partido Socialista       | 514    | 8,32 / 100,00   | 7,37 |
|                         | Outros                   | 129    | 2,09 / 100,00   |      |
| Votos Inválidos         | Votos Inválidos          | 124    | 2,00 / 100,00   | 0,10 |
| Total                   | Total                    | 6 178  | 100,00 / 100,00 |      |
| Eleitorado/Participação | Eleitorado/Participação  | 10 351 | 59,69 / 100,00  | 0,58 |

### Câmara de Lobos
| Partido                 | Partido                                       | Votos  | %               | +/-  |
| ----------------------- | --------------------------------------------- | ------ | --------------- | ---- |
|                         | Partido Social Democrata                      | 8 612  | 65,34 / 100,00  | 6,28 |
|                         | Partido Socialista                            | 2 287  | 17,35 / 100,00  | 7,72 |
|                         | Partido Popular                               | 1 369  | 10,39 / 100,00  | 1,56 |
|                         | Coligação Democrática Unitária                | 271    | 2,06 / 100,00   | 0,71 |
|                         | Bloco de Esquerda - União Democrática Popular | 252    | 1,91 / 100,00   | 1,21 |
|                         | Outros                                        | 81     | 0,61 / 100,00   |      |
| Votos Inválidos         | Votos Inválidos                               | 308    | 2,34 / 100,00   | 0,03 |
| Total                   | Total                                         | 13 180 | 100,00 / 100,00 |      |
| Eleitorado/Participação | Eleitorado/Participação                       | 23 348 | 56,45 / 100,00  | 1,01 |

### Funchal
| Partido                 | Partido                                       | Votos  | %               | +/-   |
| ----------------------- | --------------------------------------------- | ------ | --------------- | ----- |
|                         | Partido Social Democrata                      | 26 336 | 46,39 / 100,00  | 7,03  |
|                         | Partido Socialista                            | 16 373 | 28,84 / 100,00  | 10,08 |
|                         | Partido Popular                               | 7 302  | 12,86 / 100,00  | 1,14  |
|                         | Bloco de Esquerda - União Democrática Popular | 2 669  | 4,70 / 100,00   | 2,93  |
|                         | Coligação Democrática Unitária                | 2 190  | 3,86 / 100,00   | 0,01  |
|                         | Outros                                        | 471    | 0,83 / 100,00   |       |
| Votos Inválidos         | Votos Inválidos                               | 1 435  | 2,53 / 100,00   | 0,17  |
| Total                   | Total                                         | 56 776 | 100,00 / 100,00 |       |
| Eleitorado/Participação | Eleitorado/Participação                       | 97 003 | 58,53 / 100,00  | 0,50  |

### Machico
| Partido                 | Partido                                       | Votos  | %               | +/-  |
| ----------------------- | --------------------------------------------- | ------ | --------------- | ---- |
|                         | Partido Social Democrata                      | 5 073  | 47,30 / 100,00  | 8,36 |
|                         | Partido Socialista                            | 4 562  | 42,54 / 100,00  | 8,27 |
|                         | Partido Popular                               | 631    | 5,88 / 100,00   | 1,43 |
|                         | Bloco de Esquerda - União Democrática Popular | 163    | 1,52 / 100,00   | 0,84 |
|                         | Outros                                        | 132    | 1,23 / 100,00   |      |
| Votos Inválidos         | Votos Inválidos                               | 164    | 1,53 / 100,00   | 0,55 |
| Total                   | Total                                         | 10 725 | 100,00 / 100,00 |      |
| Eleitorado/Participação | Eleitorado/Participação                       | 18 832 | 56,95 / 100,00  | 0,92 |

### Ponta do Sol
| Partido                 | Partido                                       | Votos | %               | +/-   |
| ----------------------- | --------------------------------------------- | ----- | --------------- | ----- |
|                         | Partido Social Democrata                      | 2 816 | 63,24 / 100,00  | 7,59  |
|                         | Partido Socialista                            | 748   | 16,80 / 100,00  | 10,19 |
|                         | Partido Popular                               | 695   | 15,61 / 100,00  | 3,07  |
|                         | Bloco de Esquerda - União Democrática Popular | 69    | 1,55 / 100,00   | 0,64  |
|                         | Outros                                        | 53    | 1,19 / 100,00   |       |
| Votos Inválidos         | Votos Inválidos                               | 72    | 1,62 / 100,00   | 0,28  |
| Total                   | Total                                         | 4 453 | 100,00 / 100,00 |       |
| Eleitorado/Participação | Eleitorado/Participação                       | 7 224 | 61,64 / 100,00  | 1,33  |

### Porto Moniz
| Partido                 | Partido                  | Votos | %               | +/-   |
| ----------------------- | ------------------------ | ----- | --------------- | ----- |
|                         | Partido Social Democrata | 1 317 | 63,68 / 100,00  | 8,33  |
|                         | Partido Socialista       | 487   | 23,55 / 100,00  | 10,10 |
|                         | Partido Popular          | 180   | 8,70 / 100,00   | 1,32  |
|                         | Outros                   | 37    | 1,80 / 100,00   |       |
| Votos Inválidos         | Votos Inválidos          | 47    | 2,27 / 100,00   | 0,14  |
| Total                   | Total                    | 2 068 | 100,00 / 100,00 |       |
| Eleitorado/Participação | Eleitorado/Participação  | 3 130 | 66,07 / 100,00  | 0,32  |

### Porto Santo
| Partido                 | Partido                  | Votos | %               | +/-   |
| ----------------------- | ------------------------ | ----- | --------------- | ----- |
|                         | Partido Social Democrata | 1 395 | 56,62 / 100,00  | 10,98 |
|                         | Partido Socialista       | 828   | 33,60 / 100,00  | 11,02 |
|                         | Partido Popular          | 134   | 5,44 / 100,00   | 0,22  |
|                         | Outros                   | 45    | 1,83 / 100,00   |       |
| Votos Inválidos         | Votos Inválidos          | 62    | 2,52 / 100,00   | 0,05  |
| Total                   | Total                    | 2 464 | 100,00 / 100,00 |       |
| Eleitorado/Participação | Eleitorado/Participação  | 4 133 | 59,62 / 100,00  | 5,55  |

### Ribeira Brava
| Partido                 | Partido                                       | Votos  | %               | +/-  |
| ----------------------- | --------------------------------------------- | ------ | --------------- | ---- |
|                         | Partido Social Democrata                      | 4 433  | 67,56 / 100,00  | 3,70 |
|                         | Partido Socialista                            | 911    | 13,88 / 100,00  | 6,19 |
|                         | Partido Popular                               | 763    | 11,63 / 100,00  | 2,28 |
|                         | Bloco de Esquerda - União Democrática Popular | 158    | 2,41 / 100,00   | 1,25 |
|                         | Coligação Democrática Unitária                | 80     | 1,22 / 100,00   | 0,22 |
|                         | Outros                                        | 40     | 0,61 / 100,00   |      |
| Votos Inválidos         | Votos Inválidos                               | 177    | 2,69 / 100,00   | 0,18 |
| Total                   | Total                                         | 6 562  | 100,00 / 100,00 |      |
| Eleitorado/Participação | Eleitorado/Participação                       | 11 185 | 58,67 / 100,00  | 1,02 |

### Santa Cruz
| Partido                 | Partido                                       | Votos  | %               | +/-   |
| ----------------------- | --------------------------------------------- | ------ | --------------- | ----- |
|                         | Partido Social Democrata                      | 7 691  | 52,74 / 100,00  | 8,31  |
|                         | Partido Socialista                            | 3 867  | 26,52 / 100,00  | 10,53 |
|                         | Partido Popular                               | 1 840  | 12,62 / 100,00  | 1,72  |
|                         | Bloco de Esquerda - União Democrática Popular | 394    | 2,70 / 100,00   | 1,81  |
|                         | Coligação Democrática Unitária                | 298    | 2,04 / 100,00   | 0,61  |
|                         | Outros                                        | 121    | 0,83 / 100,00   |       |
| Votos Inválidos         | Votos Inválidos                               | 371    | 2,54 / 100,00   | 0,08  |
| Total                   | Total                                         | 14 582 | 100,00 / 100,00 |       |
| Eleitorado/Participação | Eleitorado/Participação                       | 23 286 | 62,62 / 100,00  | 0,52  |

### Santana
| Partido                 | Partido                                       | Votos | %               | +/-  |
| ----------------------- | --------------------------------------------- | ----- | --------------- | ---- |
|                         | Partido Social Democrata                      | 3 182 | 63,93 / 100,00  | 7,19 |
|                         | Partido Socialista                            | 957   | 19,23 / 100,00  | 7,62 |
|                         | Partido Popular                               | 551   | 11,07 / 100,00  | 1,88 |
|                         | Bloco de Esquerda - União Democrática Popular | 69    | 1,39 / 100,00   | 0,88 |
|                         | Coligação Democrática Unitária                | 51    | 1,02 / 100,00   | 0,17 |
|                         | Outros                                        | 29    | 0,58 / 100,00   |      |
| Votos Inválidos         | Votos Inválidos                               | 138   | 2,77 / 100,00   | 1,18 |
| Total                   | Total                                         | 4 977 | 100,00 / 100,00 |      |
| Eleitorado/Participação | Eleitorado/Participação                       | 8 771 | 56,74 / 100,00  | 0,04 |

### São Vicente
| Partido                 | Partido                                       | Votos | %               | +/-   |
| ----------------------- | --------------------------------------------- | ----- | --------------- | ----- |
|                         | Partido Social Democrata                      | 1 989 | 59,84 / 100,00  | 7,47  |
|                         | Partido Socialista                            | 643   | 19,34 / 100,00  | 10,29 |
|                         | Partido Popular                               | 484   | 14,56 / 100,00  | 2,97  |
|                         | Bloco de Esquerda - União Democrática Popular | 60    | 1,81 / 100,00   | 1,09  |
|                         | Outros                                        | 54    | 1,62 / 100,00   |       |
| Votos Inválidos         | Votos Inválidos                               | 94    | 2,83 / 100,00   | 0,25  |
| Total                   | Total                                         | 3 324 | 100,00 / 100,00 |       |
| Eleitorado/Participação | Eleitorado/Participação                       | 6 053 | 54,91 / 100,00  | 0,63  |